# 寺澤有
寺澤 有（てらさわ ゆう、1967年2月9日 - ）は、日本のジャーナリスト。学生時代から一貫してフリーランスで、主に警察批判を中心に活動している。

## 略歴
中央大学法学部在学中から、ジャーナリストとしての活動を開始。警察・検察・裁判所・会計検査院・交通違反の取り締まりなど、聖域になりがちな組織の腐敗を追及、製造物責任法（PL法）に関する著作もある。警察不祥事に関する記事や著作が多い。パチンコが違法行為として摘発されないのは警察官の天下りによる癒着のためであると追及している。映画『ポチの告白』では特別出演するとともに、原案協力・スーパーバイザーをつとめた。
山岡俊介や野田敬生と武富士の不祥事の取材を通じて親しくなる。2ちゃんねるに対し、武富士関連のスレッドにおける発信者情報開示請求訴訟を山岡・野田とともに起こしたことがある。
2009年10月、出版社であるインシデンツが出版した光市母子殺害事件の死刑囚の実名を記載した本について、インシデンツの代表として著者の増田美智子とともに出版差し止めと損害賠償を求める訴訟を提起された。広島高裁は2013年5月、「出版による権利侵害は認められない」とする判決を下した。
2011年10月13日の園田康博内閣府大臣政務官の共同記者会見で、福島第一原発事故を巡り「東京電力は『（放射能汚染水は）口に入れても大丈夫』と答弁しているが、汚染水をコップに入れて飲むつもりはあるか」と問いかけ、「パフォーマンスということではなくしっかり飲水させていただく」と答えさせた。この件に関して、10月31日の共同記者会見で園田政務官は、敷地内に散布している福島第一原発5、6号機の建屋地下水を浄化した水を飲んだ。
2014年3月、特定秘密保護法に対して違憲確認、施行差し止めを求める訴訟を呼びかけ、同月、フリージャーナリストら約40人とともに東京地裁に提訴した。
国境なき記者団が2014年5月3日の世界報道自由デーに向けて発表した「世界の情報ヒーロー100人」（100 héros de l'information）に、日本人としてただ一人選出された。選出理由は、長年にわたる警察腐敗追及、記者クラブ批判、秘密保護法の違憲確認・施行差し止め請求訴訟の提起など。
2020年前後からは、noteなどの電子書籍で情報発信している。

## 武富士との訴訟
2003年に「週刊プレイボーイ」に掲載した記事に対して武富士側から名誉毀損で計2億円にも及ぶ複数の訴訟を起こされる。その後、武富士によるジャーナリスト宅盗聴事件が発覚。寺澤が和解を拒否したことで2004年2月に訴訟は放棄された。
寺澤は武富士によるスラップ訴訟を違法だとして裁判を起こし、2007年に勝訴した。判決では武富士側に1000万円の支払いが命じられた。
これらの経緯から、当時武富士の代理人だった吉村洋文に対しては批判的な言説を繰り広げている。

## 著作

### 主著
- 『警察がインターネットを制圧する日』メディアワークス〈オルタブックス〉（原著1998年7月）。ISBN 9784073085256。
- 『PL法があなたを守る欠陥商品のトラブル解決法』風雅書房（原著1995年12月）。ISBN 9784894241008。
- 『警察庁出入り禁止』風雅書房（原著1994年12月）。ISBN 9784894240445。
- 『報道されない警察とマスコミの腐敗 映画『ポチの告白』が暴いたもの』インシデンツ（原著2009年3月）。ISBN 9784903538006。
- 『本当にワルイのは警察 〜国家権力の知られざる裏の顔〜』宝島社〈宝島社新書〉（原著2012年2月）。ISBN 9784796689441。

### 共著
- 『実録!平成日本タブー大全〈1〉』宝島社〈宝島社文庫〉（原著2006年5月）。ISBN 978-4796653176。
- 小谷洋之共著 『交通取り締まりのタブー!--反則金+放置駐車違反金で1千億円超え!お巡りさんウハウハのカラクリ』 宝島社〈別冊宝島〉、2005年4月。ISBN 9784796645782
- 山下雄璽郎共著 『PL法事始』 三一書房、1995年5月。ISBN 9784380952326
- 今井亮一共著 『知らないと損する交通違反の裏のウラ』 恒友出版〈交通取締りに「NO」と言える本(2)〉、1992年9月。ISBN 9784765220651

### 編集
- 『全国警察力ランキング--本当に優秀なケーサツはどこだ?』宝島社〈別冊宝島〉（原著2006年11月）。ISBN 9784796655057。